# 도림역
도림역(Dorim station, 道林驛)은 경전선의 철도역이다. 2006년 10월 31일을 마지막으로 여객열차의 취급을 중단하였으며, 2008년 1월 1일에 정식 폐역 처리되었다.

## 역사
- 1931년 6월 15일 : 영업 개시[1]
- 1938년 5월 1일 : 배치간이역으로 승격[2]
- 1972년 7월 20일 : 배치간이역에서 무배치간이역으로 격하[3]
- 1977년 5월 16일 : 수소화물취급중지[4]
- 1991년 1월 1일 : 무배치간이역으로 격하
- 2006년 11월 1일 : 여객취급 중지
- 2008년 1월 1일 : 폐역[5]

## 참고 문헌
1. ↑  鉄道停車場一覧 昭和12年10月1日現在
2. ↑  조선총독부관보 고시 357호, 1938년 4월 22일
3. ↑  철도청 고시 제40호(1972.07.10)
4. ↑  대한민국관보 철도청고시 제10호, 1977년 5월 7일
5. ↑  대한민국관보 건설교통부 고시 제2007-618호, 2007년 12월 31일